# 23 مارس
- السبت
- الأحد
- الاثنين
- الثلاثاء
- الأربعاء
- الخميس
- الجمعة

- 11 رمضان 1446  هـ
- 22 رمضان 1446  هـ
- 33 رمضان 1446  هـ
- 44 رمضان 1446  هـ
- 55 رمضان 1446  هـ
- 66 رمضان 1446  هـ
- 77 رمضان 1446  هـ
- 88 رمضان 1446  هـ
- 99 رمضان 1446  هـ
- 1010 رمضان 1446  هـ
- 1111 رمضان 1446  هـ
- 1212 رمضان 1446  هـ
- 1313 رمضان 1446  هـ
- 1414 رمضان 1446  هـ
- 1515 رمضان 1446  هـ
- 1616 رمضان 1446  هـ
- 1717 رمضان 1446  هـ
- 1818 رمضان 1446  هـ
- 1919 رمضان 1446  هـ
- 2020 رمضان 1446  هـ
- 2121 رمضان 1446  هـ
- 2222 رمضان 1446  هـ
- 2323 رمضان 1446  هـ
- 2424 رمضان 1446  هـ
- 2525 رمضان 1446  هـ
- 2626 رمضان 1446  هـ
- 2727 رمضان 1446  هـ
- 2828 رمضان 1446  هـ
- 2929 رمضان 1446  هـ
- 301 شوال 1446  هـ
- 312 شوال 1446  هـ
- 13 شوال 1446  هـ
- 24 شوال 1446  هـ
- 35 شوال 1446  هـ
- 46 شوال 1446  هـ

23 مارس أو 23 آذار أو يوم 23 \ 3 (اليوم الثالث والعشرون من الشهر الثالث) هو اليوم الثاني والثمانون (82) من السنة البسيطة، أو اليوم الثالث والثمانون (83) من السنوات الكبيسة وفقًا للتقويم الميلادي الغربي (الغريغوري). يبقى بعده 283 يوما لانتهاء السنة.

## أحداث
- 625 - وقوع معركة أحد عند جبل أحد بالقرب من يثرب بين المسلمين وأهل مكة، ومقتل حمزة بن عبد المطلب في المعركة على يد وحشي بن حرب بأمر من هند بنت عتبة.
- 1849 - وقوع معركة نوفارا بين مملكة سردينيا والإمبراطورية النمساوية.
- 1870 - إنشاء دار الكتب في القاهرة.
- 1918 - ألمانيا تطلق بواسطة «مدفع برتا» أولى القذائف باتجاه باريس للمرة الأولى وذلك أثناء الحرب العالمية الأولى.
- 1918 - الإنجليز يفرضون حصارًا على مدينة النجف العراقية استمر لأربعون يوما بعد إنتفاضة سكان المدينة عليهم، وكان ذلك إثناء إحتلال البريطاني للعراق.
- 1919 - الطائرات الإنجليزية تقصف مدينتي أسيوط وديروط لمدة يومين وذلك ضمن أحداث ثورة 1919.
- 1921 - الشيخ أحمد الجابر الصباح يتولى حكم الكويت.
- 1925 - الملك فؤاد يحل مجلس النواب بعد 9 ساعات من انتخابه سعد زغلول رئيسًا.
- 1930 - نوري السعيد يشكل وزارته الاولى
- 1933 - الرايخ الألماني يمنح الزعيم النازي أدولف هتلر سلطات مطلقة حتى عام 1937.
- 1949 - لبنان وإسرائيل تتفقان على هدنة عسكرية.
- 1950 - إنشاء المنظمة العالمية للأرصاد الجوية.
- 1956 - استقلال باكستان بفضل جهود محمد علي جناح والذي يعتبر مؤسس جمهورية باكستان.
- 1965 - الولايات المتحدة تطلق سفينة الفضاء «جيميني 3» والتي تحمل رجلين إلى الفضاء هما غوس غريسوم وجون يونغ.
- 1965 - اندلاع احتجاجات في مجموعة من الشوارع بالعديد من مدن المغرب، تم قمعها بالعنف من قبل قوات النظام والجيش.
- 1970 - بدء انعقاد المؤتمر الأول لوزراء خارجية الدول الإسلامية في جدة.
- 1980 - بابا الإسكندرية شنودة الثالث يقرر إلغاء الاحتفالات الرسمية بعيد الفصح.
- 1983 - الرئيس الأمريكي رونالد ريغان يعلن بدء العمل في الدفاع الاستراتيجي لحرب الكواكب بتكاليف تبلغ 44 مليار دولار.
- 1989 - تأسيس منظمة الاتحاد العام الطلابي الحر في الجزائر.
- 1991 - إندلاع الحرب الأهلية في سيراليون بعد الثورة على الحكومة السيراليونية.
- 1994 - اغتيال المرشح الرئاسي في المكسيك لويس دونالدو كولوسيو برصاصة في الرأس.
- 2004 - حركة حماس تعين خالد مشعل رئيسًا خلفًا للشيخ أحمد ياسين.
- 2009 - اغتيال مساعد ممثل منظمة التحرير الفلسطينية في لبنان كمال مدحت وثلاثة من مرافقيه في انفجار عبوة ناسفة زرعت على جانب الطريق في مدينة صيدا.
- 2017 - اغتيال دنيس فورونينكوف المُعارض الروسي وعُضو مجلس الدوما الأسبق في مدينة كييڤ بِأوكرانيا.
- 2019 -
  - فيضاناتٌ هائلة جرَّاء الأمطار الغزيرة، تجتاح عدَّة مُحافظات إيرانيَّة وتودي بحياة حوالي 44 شخصًا.
  - قوات سوريا الديمقراطية تسيطر على قرية الباغوز آخر معقل لتنظيم الدولة الإسلامية (داعش).
- 2021 - جنوح سفينة الحاويات إيفر جيفين في قناة السويس يؤدي إلى تعطيل الملاحة في الاتجاهين.

## مواليد
- 930 - علي بن إسحاق الزاهي، شاعر وتاجر عراقي.
- 1645 - وليام كيد، بحار اسكتلندي.
- 1749 - بيير لابلاس، عالم فيزياء ورياضيات فرنسي.
- 1858 - لودنيج كويد، مؤرخ وسياسي ألماني حاصل على جائزة نوبل للسلام عام 1927.
- 1875 - حسين البروجردي عالم دين وفقيه ومرجع شيعي إيراني
- 1881 -
  - روجه مارتين دو غار، كاتب روائي فرنسي حاصل على جائزة نوبل في الأدب عام 1937.
  - هرمان شتاودنغر، عالم كيمياء ألماني حاصل على جائزة نوبل في الكيمياء عام 1953.
- 1882 - إيمي نويثر، عالمة رياضيات ألمانية.
- 1883 - روزانجين، خطاط ياباني.
- 1900 -
  - حسن فتحي، مهندس معماري مصري.
  - إريك فروم، عالم ألماني في علم النفس.
- 1905 - جوان كراوفورد، ممثلة أمريكية.
- 1907 - دانيال بوفه، طبيب إيطالي واختصاصي في العقاقير حاصل على جائزة نوبل في الطب لعام 1957.
- 1912 - فيرنر فون براون، مصمم صواريخ أمريكي من أصل ألماني، ومن أبرز صانعي الصواريخ في ألمانيا النازية أثناء الحرب العالمية الثانية.
- 1913 - نجاة علي، مغنية وممثلة مصرية.
- 1930 - أحمد رمزي، ممثل مصري.
- 1934 - عادل هيكل، لاعب كرة قدم وممثل مصري.
- 1937 - روبرت غالو، طبيب وباحث علمي أمريكي.
- 1943 - محمد محمد صادق الصدر، رجل دين شيعي عراقي.
- 1954 - هيديوكي هوري، ممثل أداء صوتي ياباني.
- 1955 - أمينة عبد الرسول، ممثلة عُمانية.
- 1956 - دوراو باروسو، رئيس المفوضية الأوروبية.
- 1959 - كاثرين كينر، ممثلة أمريكية.
- 1960 -
  - حسام البدري، لاعب ومدرب كرة قدم مصري.
  - هدية سعيد، ممثلة قطرية.
- 1963 - ميتشيل، لاعب ومدرب كرة قدم إسباني.
- 1964 - هوب ديفيس، ممثلة أمريكية.
- 1968 - فيرناندو هييرو، لاعب كرة قدم إسباني.
- 1973 - ييرزي دوديك، حارس مرمى كرة قدم بولندي.
- 1975 - طارق الكرمي، شاعر فلسطيني.
- 1976 -
  - أحمد رزق، ممثل مصري.
  - كيري روسل، ممثلة أمريكية.
  - ميشيل موناغان، ممثلة أمريكية.
- 1978 - والتر صامويل، لاعب كرة قدم أرجنتيني.
- 1986 - ستيفن سترايت، ممثل أمريكي.
- 1990 - طارق الإبياري، ممثل مصري.

## وفيات
- 625 - حمزة بن عبد المطلب، عم النبي محمد.
- 1754 - يوهان ياكوب فتستاين، ثيولوجي سويسري.
- 1801 - القيصر بافل الأول، إمبراطور روسيا الثالث عشر في الإمبراطورية الروسية.
- 1960 - بديع الزمان سعيد النورسي، عالم مسلم كردي.
- 1965 - عبد العظيم قريب، لغوي وأكاديمي إيراني.
- 1972 - إبراهيم عمارة، ممثل ومخرج مصري.
- 1992 - فريدريش فون هايك، اقتصادي ومنظر سياسي نمساوي / بريطاني حاصل على جائزة نوبل في العلوم الاقتصادية عام 1974.
- 1994 - لويس كُلُسيو، سياسي مكسيكي.
- 2011 - إليزابيث تايلور، ممثلة بريطانية.
- 2012 - عبد الله يوسف أحمد، رئيس الصومال.
- 2013 - جو ويدر، مؤسس كمال الأجسام الحديثة والاتحاد الدولي لكمال الأجسام واللياقة البدنية IFBB [الإنجليزية].
- 2014 -
  - سعاد عبد الله، مغنية عراقية.
  - أدولفو سواريث، أول رئيس وزراء منتخب ديمقراطياً في إسبانيا وقائد الانتقال الديمقراطي في البلاد.
  - هلال الأسد، قائد عسكري سوري.
- 2015 - لي كوان يو، أول رئيس وزراء في سنغافورة ومؤسسها، وصاحب ثاني أطول عهد رئاسة وزراء في التاريخ.
- 2017 - دنيس فورونينكوف، مُعارض روسي وعُضو سابق في مجلس الدوما.
- 2022 -
  - مادلين أولبرايت، سياسية ودبلوماسية أمريكية.
  - عبد رب النبي حافظ، قائد عسكري مصري.
  - عبد المنعم خليل، قائد عسكري مصري.
- 2025 محمد صلاح، ممثل مصري.

## أعياد ومناسبات
- اليوم العالمي للأرصاد الجوية.
- اليوم الوطني في باكستان.
- يوم الصداقة الهنغارية / البولندية.

## وصلات خارجية
- وكالة الأنباء القطريَّة: حدث في مثل هذا اليوم.
- النيويورك تايمز: حدث في مثل هذا اليوم.
- BBC: حدث في مثل هذا اليوم.